# ليمان إس. بيري
ليمان إس. بيري (بالإنجليزية: Lyman Spencer Abson Perry)‏ هو مجدف أمريكي، ولد في 22 أغسطس 1938 في لونغ بيتش في الولايات المتحدة.

## وصلات خارجية
- ليمان إس. بيري على موقع الاتحاد الدولي للتجديف (الإنجليزية)
- ليمان إس. بيري على موقع اللجنة الأولمبية الدولية (الإنجليزية)
- ليمان إس. بيري على موقع أوليمبيديا (الإنجليزية)